# Richtolsheim
Richtolsheim ist eine französische Gemeinde mit 368 Einwohnern (Stand 1. Januar 2021) im Département Bas-Rhin in der Europäischen Gebietskörperschaft Elsass und in der Region Grand Est. Sie gehört zum Arrondissement Sélestat-Erstein, zum Kanton Sélestat und zum Gemeindeverband Ried de Marckolsheim.

## Bevölkerungsentwicklung

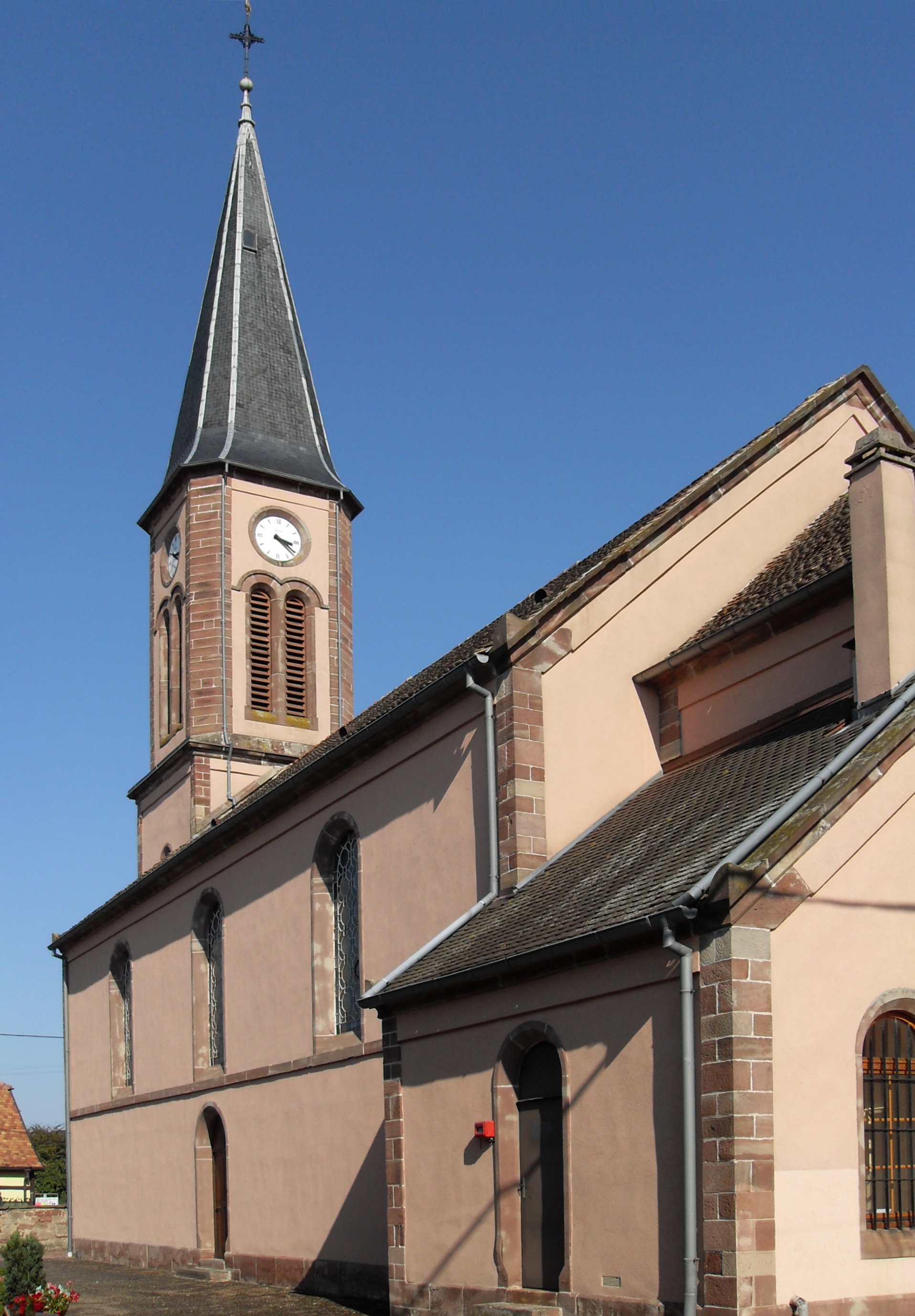
Westseite der Kirche Saint-Arbogast

| 1962 | 1968 | 1975 | 1982 | 1990 | 1999 | 2006 | 2013 |
| ---- | ---- | ---- | ---- | ---- | ---- | ---- | ---- |
| 245  | 277  | 266  | 235  | 243  | 302  | 355  | 348  |

## Dorffeste
- „Waldschpeck“ im Februar
- Tanzball im Juni
- Kirchweih im Juli